# 嶋澤みどり
嶋澤 みどり（しまざわ みどり）は、日本の音響監督。フリー。神奈川県出身。神奈川学園中学校・高等学校卒業、日本大学芸術学部音楽学科卒業。

## 来歴・人物
オーディオ・プランニング・ユーで音響監督の浦上靖夫・大熊昭から音響制作を学び、その後ブロードメディア・スタジオ（旧：ムービーテレビジョン）に所属していた。現在、フリー。吹き替え・ゲーム・ドラマCDの録音演出を手がけ、子供向けの吹き替え番組では、譜割りから歌唱指導までこなす。音響制作やキャスティング・オリジナルドラマＣＤの企画もしている。

## 作品リスト

### 演出

#### 吹き替え

##### テレビドラマ
- そりゃないぜ!? フレイジャー
- おもしろ動物ビデオショー

##### テレビアニメ
- ねこのピート
- レギュラーSHOW〜コリない2人〜
- Mr．Men（ミスターメン） シリーズ
  - Mr．Men Show（ミスターメンショー）
  - Mr．Men Show2（ミスターメンショー2）
- かたつむリンピック
- トータリー・スパイズ! 第1期

##### 長編
- REALITYHIGH/リアリティ・ハイ
- フリーダ
- インドだぜ! ジョニー・ブラボー
- ドクター・スース のおはなし（Stories by Dr. Seuss）
- バービー 長編アニメシリーズ
  - バービーのペガサスと魔法
  - バービーと人魚の国マーメディア
  - バービーと妖精の国フェアリートピア
- しろくまベッコムと空飛ぶマグカップ 〜小さなベベの大冒険〜
- 霊幻道士
  - 霊幻道士 邪教編
  - 霊幻道士 幽女編
  - 霊幻道士 魔神編
- レジェンド・オブ・フラッシュ・ファイター
- シスターズ

#### アニメ
- 魔法食堂チャラポンタン（WOWOW）
- うさぎとかめの交通安全
- ねずみくんの気持ち

#### ドラマＣＤ・ボイスドラマ
- 貴方に至上の喜びを - サロンの秘密の裏メニュー
- お前だけしか愛さない - アイドル 高瀬瑞希の異常求愛 -
- 春の嵐とモンスター
- イケボ配信者は俺狙い！？
- 顔だけじゃ好きになりません
- 鬼の花嫁は喰べられたい
- 転生悪女の黒歴史
- 天堂家物語
- 恋に無駄口
- フラレガール
- 名探偵 耕子は憂鬱　HC2巻・『花とゆめ』14号
- ひま食堂物語 ~夏の一皿盛り合わせ~
- 女装娼年
- Immorality Marriage～寝取った旦那と寝取られた元彼～
- 君への恋の仕掛け方
- 狼陛下の花嫁16巻・19巻特装版
- ねこ男子 ニャンキーハイスクール
- 絶頂島の姫
- イケメン大奥
- 三国志LOVERS
- 國崎出雲の事情 7巻ドラマCD
- つくものがたり
  - つくものがたり 野郎がたり
  - つくものがたり 少女がたり
- GIRL FRIENDS
- 恋戦隊LOVE & PEACE
- 先生はダミー
- 甘利先生の華麗なセミナー
- 怪鬼宴
  - 怪鬼宴〜スタジオの怪〜
  - 怪鬼宴〜旅館の怪〜
- 東京鬼祓師 鴉乃杜學園奇譚　第壱巻・第弐巻
- リーマン戦隊タカナシレンジャー
- トラスティベル 〜ショパンの夢〜
- かてきょ@
- あらしのよるに
- 月光仮面
- THE MANZAI
- イケベン〜池澤くんと愉快な仲間たち
- varnish〜キレイのサプリ〜
- GRACE DOOR
- 眼鏡café〜GLASS〜
- くいもの処 明楽
- 美男の殿堂
- 月宿る
- 抱きしめても怒りませんか?
- uni.(ユニ) 『初音島学生風紀連盟・星空綺麗々奮闘記』
- D.C. 〜ダ・カーポ〜 派生作品 
  - D.C.I.F. 〜ダ・カーポ〜 イノセントフィナーレ ことりの新婚日記
  - D.C.II 〜ダ・カーポII〜 おやすみCD
- 電波教師

#### ゲーム・その他
- 百英雄伝‐HUNDRED HEROS
- ヴァルキリープロファイル
- スターオーシャン アナムネシス
- CRYSTAR -クライスタ-
- 真・女神転生IV
- 喧嘩番長6〜ソウル&ブラッド〜
- エディア MAPLUSスマーフォンアプリ
- 東進 公式スマーフォンアプリ
  - 英文法750
  - 英熟語750
  - 英単語センター1800
- 篠原千絵30周年記念 Anniversary Box Ay-
- ピクチャーエイド（ボイス収録・キャストコーディネート）
- アンデルセン・ストーリーズ（制作担当）
- LA大捜査線 マーシャル・ロー（制作担当）
- クレヨンしんちゃん 電撃!ブタのヒヅメ大作戦（音響演出アシスタント）
- シンデレラボーイ（音響制作担当）
- GANTZ（ガンツ）（アニメ音響制作担当）
- ドラえもん のび太の南海大冒険（音響演出アシスタント）
- ビリー&マンディ（制作担当）